# Чэнь Фань
Чэнь Фань (кит. трад. 陳蕃, упр. 陈蕃, ? — 168), взрослое имя Чжунцзю (кит. трад. 仲舉, упр. 仲举) — ханьский государственный деятель. Обладал государственными способностями, был неподкупен, но также был приверженцем строгого следования конфуцианским моральным нормам и не терпел лжи. Из-за этого часто вступал в конфликты с другими сановниками, родственниками императора и евнухами. Его карьера складывалась неровно, его отсылали в удалённые области и увольняли, но после падений своих противников он снова оказывался на высоких государственных постах. Чэнь Фань вместе с Доу У стремились реформировать управление согласно своим идеалам, что привело их к вооружённому с дворцовыми евнухами. Евнухам удалось одержать верх, и Чэнь Фань был убит, а его сторонники подверглись проскрипции.

## Биография
Чэнь Фань родился в 90-е годы в области Жунань. Происходил из сословия учёных-землевладельцев, его отец был префектом уезда, а дед правителем области Хэдун. С раннего возраста Чэнь Фань обнаружил амбиции государственного деятеля. Однажды, когда он находился со своим дедом в Хэдуне, к ним домой пришёл друг отца Чэнь Фаня — Сюэ Цинь. Он заметил, что их двор зарос и замусорен, но Чэнь Фань ответил, что когда благовордный муж служит правительству, то он должен держать чистой всю империю, и у него нет времени, чтобы заниматься своим домом. В 120-х годах он вошёл в штат областного руководства Жунани, отметился там образцовой службой и был назначен «оценщиком заслуг» (功曹). В начале 130-х он был номинирован «почтительным и неподкупным» (孝廉) и стал младшим служащим в столице, но вернулся после смерти своей матери. Затем Чэнь Фань стал «адъютантом» (別駕) при инспекторе Юйчжоу — Чжоу Цзине, но уволился из-за разногласий, после чего отказывался от новых приглашений на другие должности.
Около 146 года Чэнь Фань всё же принял рекомендацию от «главного воеводы» (太尉) Ли Гу и был назначен стал «советником» (議郎), а затем правителем области Лэань в провинции Цинчжоу. Инспектором Цинчжоу был строгий Ли Ин, и многие главы областей, боясь расследования злоупотреблений и коррупции, ушли в отставку, но обладавший безупречным послужным списком и чистой совестью Чэнь Фань остался. На этом посту Чэнь Фань заслужил доверие местных образованных людей, но также отметился строгим исполнением законов и проницательностью. Так, он приказал высечь до смерти посланника от Лян Цзи, который был «главным генералом» (大將軍) и братом вдовствущей императрицы Лян, за то, что посланник просил аудиенцию под ложным предлогом. За это Чэнь Фаня понизили до префекта уезда в области Хэнэй, но вскоре он был переведён в Лоян в Императорский Секретариат.
В это время в южных холмистых областях Линлин и Гуйян происходили нападения бандитов, и против них собирались организовать военную операцию. Чэнь Фань возразил, что не должно применять военную силу против обычных людей, но важно вместо этого обеспечить, чтобы назначения получали достойные люди. Его взгляд расходился с действовавшей государственной политикой, и его отослали на должность правителя области Юйчжан. Он не был в восторге от назначения в малоосвоенную окраинную провинцию, и не проявлял большого энтузиазма. Люди боялись его строгости, и когда он покинул должность, его провожали лишь до городских врат областного города.
После падения Лян Цзи в 159 году Чэнь Фань смог вернуться в столицу, и был назначен директором императорского секретариата при императоре Хуань-ди. Он рекомендовал на должности нескольких известных учёных-отшельников, но никто из них не принял императорского вызова. Потом он был назначен «распорядителем приёмов» (大鴻臚), но был уволен и отослан домой, когда стал защищать префекта Ли Юня, который в своей петиции непозволительно дерзким тоном критиковал императора и евнухов, чем крайне разъярил императора. В следующем году Чэнь Фань вернулся в столицу как «советник» (議郎), а уже через несколько дней стал «министром Двора» (光祿勳). Он подал петицию, в которой осуждал большое число женщин в императорском гареме и многочисленные раздачи титулов родственникам императрицы Дэн Мэннюй. Его требования были частично удовлетворены.
В 163 году Чэнь Фань снова критиковал расточительность правителя: для устройства императорских охот использовались принудительные работы. В этот раз его петицию отклонили. Чэнь Фань, вместе со своим подчинённым «генералом двора» (中郎將) Хуан Ванем, обозревал работу младших чиновников, начинавших службу после номинации, и оценивал их не взирая на их богатство и влияние. Такая политика разозлила жадных до взяток и продвигавших своих родственников дворцовых евнухов, и они оба были уволены.
В 165 году в момент усиления реформистской партии император Хуань-ди назначил его на должность «главного воеводы» (太尉) — высший пост в государственной бюрократии. Чэнь Фань убеждал императора назначить императрицей высокородную госпожу Доу вместо своей любимой наложницы Тянь. Император так и сделал, и её отец Доу У занял высокое положение. Ко двору вернулся опальный Ли Ин и начал зачистку противников. Чэнь Фань и другие лидеры реформистской партии стали очень популярны среди столичных служащих и студентов университета. Когда Чэнь Фань вступился за осуждённых противников евнухов, те признали в нём своего врага и стали стараться подорвать его положение. Некоторые из его служащих были осуждены, но он сам был пока недостижим.
В следующем году произошёл инцидент, названный первым Несчастьем заточения сторонников. В ходе него Ли Ин был арестован, и Чэнь Фань пытался остановить расследование против него. Этому воспротивился император, но Чэнь Фань продолжал настаивать. В итоге сам Фэнь Фань был уволен под предлогом того, что он привлёк к службе негодных людей. Ему не помогло даже заступничество Доу У. В 167 году Хуань-ди умер, и Чэнь Фань смог вернуться к службе.
Вдовствующая императрица Доу выбрала наследником Лю Хуна, который стал императором Лин-ди. Доу У стал «главным генералом» (大將軍), а Чэнь Фань «великим воспитателем» (太傅) 12-летнего императора. Чэнь Фань и Доу У вместе контролировали правительство. Доу и его родственники вместе с Цао Цзе и другими евнухами использовали своё положение для приобретения титулов, но Чэнь Фань отказывался от подобных предложений, считая что его добродетель и достижения недостаточны. Новый режим был радостно встречен реформистской партией, а многие изгнанники вернулись ко двору. Но евнухи вскоре вернули себе влияние внутри дворца, и императрица Доу стала к ним прислушиваться. Это взволновало реформистов, и Чэнь Фань убедил Доу У использовать небесное знамение как предлог для изгнания всех старших евнухов, но императрица Доу отказалась.
Вскоре реформисты снова перешли в наступление, казнили евнухов Гуань Ба и Су Кана, и стали готовить всеобщую чистку Цао Цзе и его сторонников, однако евнухи ударили первыми. Евнухи захватили императора и убедили его, что ему угрожает опасность, и заставили секретариат издать указ об аресте Доу У и его сторонников. Доу У вернулся в лагерь Северной Армии, но был убит верными евнухам войсками. Чэнь Фань во главе восьмидесяти чиновников пытался силой пробиться во дворец, но был остановлен стражей под руководством евнуха Ван Фу. В ходе короткого боя с превосходящим противником Чэн Фань был убит. Евнухи установили контроль над правительством. Семья, родственники, слуги, студенты, подчинённые и клиенты Чэнь Фаня — все были сосланы далеко на юг и лишены прав. Начальник уезда Пэй — Чжу Чжэнь оставил свой пост и приехал в столицу, чтобы забрать и захоронить тело Чэнь Фаня. Он спас сына Чэнь Фаня — Чэнь И ценой своей жизни, укрыв его. Его арестовали и пытали, но он ничего не сказал.